# روث انگلند
روث انگلند (انگلیسی: Ruth England؛ زادهٔ ۲۹ مارس ۱۹۷۰) یک هنرپیشه، مجری تلویزیون اهل بریتانیا است.
از فیلم‌ها یا برنامه‌های تلویزیونی که وی در آن نقش داشته است می‌توان به فرشته اشاره کرد.